# Untel père et fils
Untel père et  fils è un film del 1945 diretto da Julien Duvivier.  Realizzato nel 1940 esce nel 1943 negli Stati Uniti prima di essere diffuso in Francia dopo la Liberazione. Nel 2012 viene pubblicato dalla Gaumont Video in un cofanetto contenente anche Carnet di ballo e La Chambre ardente.

## Trama
Protagonista è la Francia tra Otto e Novecento vista attraverso le vicissitudini quattro generazioni della  famiglia Froment,  la cui storia si sviluppa partendo dal 1871 e arrivando al 1939. La narrazione inizia a Montmartre,  18 gennaio 1871, quando il governo francese sta  rovinando con Bismark che sta unificando l’impero tedesco invadendo la Francia. È la prima delle tre  guerre contro la Germania nell’arco di tempo  descritto nel film.  Pierre Forment muore in combattimento durante l’assedio di Parigi lasciando tre bambini, il più grande cresce gli altri due fratelli. Bernardo si sposa e continua la tradizione familiare di patrioti, Felix dopo una delusione d’amore espatria in Africa e fa il costruttore. Estelle sceglie di mettersi al servizio del prossimo e fa l’infermiera, impegnatissima durante la Grande guerra. Attraverso le vicende della famiglia, che partecipa in modo pionieristico al debutto dell’era dell’automobile e dei voli aerei, viene fatto un ritratto della Belle Epoque anche nella descrizione della vita al Moulin Rouge o delle soffitte sui tetti di Parigi abitate da pittori, modelle e commercianti d’arte.

## Critica
Un omaggio alla Francia che ha portato qualcuno ad usare la parola propaganda e, pur apprezzando la messa in scena accattivante, si nota come certe sequenze non abbiano una durata adeguata per poterle valutare o ammirare, considerata l'alta concentrazione di spaziotempo interessata dalle singole sequenze.